# Lophozia holmenianum
Lophozia holmenianum là một loài Rêu trong họ Jungermanniaceae. Loài này được Inoue & Steere mô tả khoa học đầu tiên năm 1978.